# Kelkit Çayı

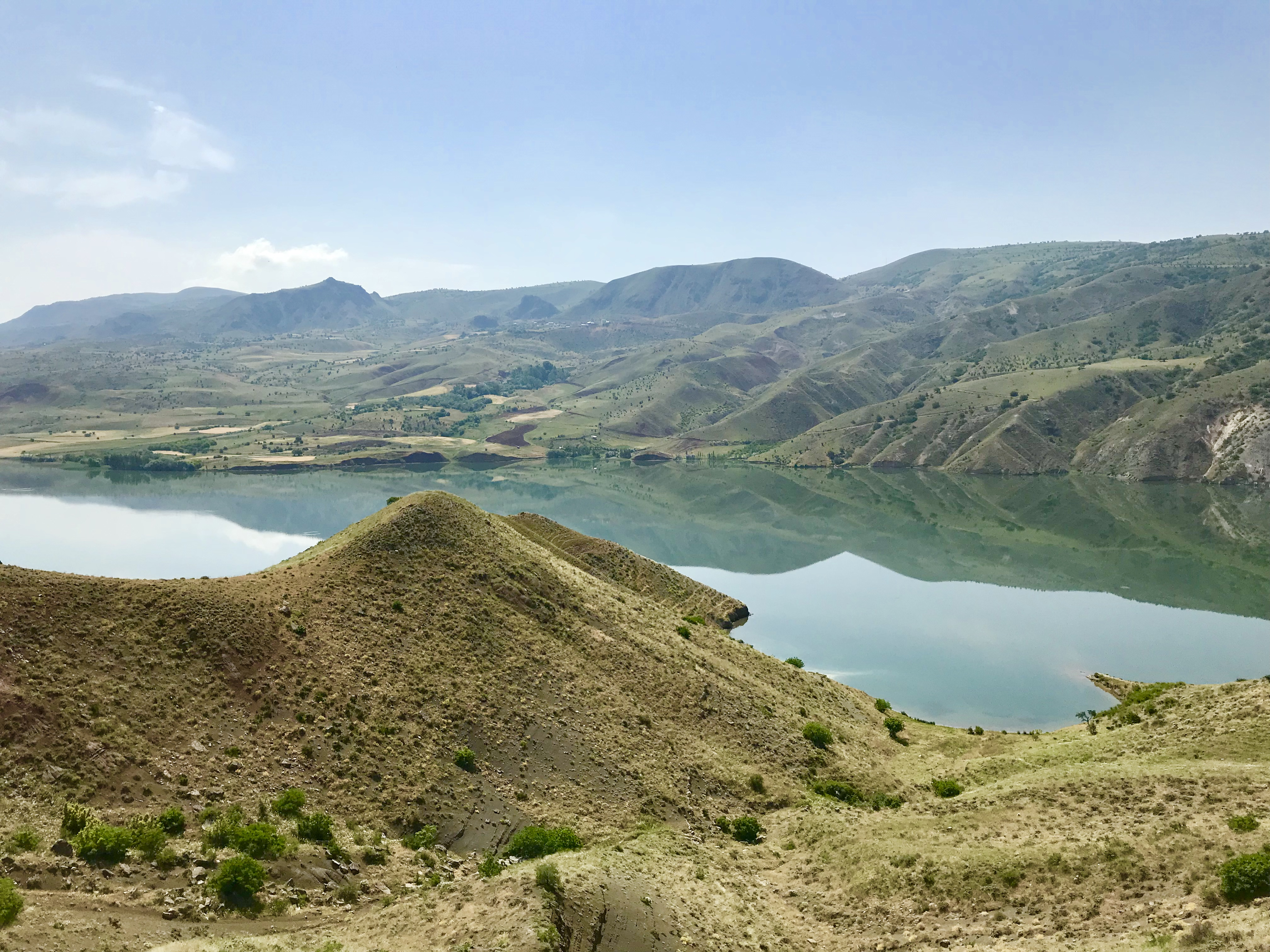

La rivière de Kelkit (Kelkit Çayı) était appelée dans l'Antiquité Lycos du Pont, (en grec : Λύκος, « loup »). Deux rivières confluent à quelques kilomètres en amont de la ville de Kelkit pour former la rivière de Kelkit : La Koşmasat Çayı qui prend sa source à la limite des provinces de Gümüşhane et de Bayburt, et la rivière Çömlecik Deresi qui prend sa source au voisinage de la limite avec la province d'Erzincan plus au sud. La rivière de Kelkit s'écoule d'est en ouest jusqu'à son confluent avec le fleuve Yeşilırmak (dans l'Antiquié l'Iris en grec : Ίρις) près du village de Kaleköy à la limite des provinces province de Tokat et d'Amasya, 270 km à l'est de Kelkit.
La rivière est coupée par les barrages de Kılıçkaya et de Çamlıgöze dans la province de Sivas. Elle arrose ensuite Niksar dans la province la province de Tokat.